# Gomphocerus armeniacus
Gomphocerus armeniacus är en insektsart som först beskrevs av Boris Petrovich Uvarov 1931.  Gomphocerus armeniacus ingår i släktet Gomphocerus och familjen gräshoppor. Inga underarter finns listade i Catalogue of Life.